# پتک‌کایا (بایبورد)
پتک‌کایا {{ترکی|Petekkaya) (به کردی: Mûxnûd) یک منطقهٔ مسکونی در ترکیه است که در بایبورد واقع شده‌است. پتک‌کایا ۴۹ نفر جمعیت دارد.